# Remigio Piva
Remigio Piva (Rovigo, 28 febbraio 1840 – Rovigo, 15 settembre 1919) è stato un patriota e politico italiano.

## Biografia
Remigio Piva nacque a Rovigo, a quel tempo territorio del Regno Lombardo-Veneto, il 28 febbraio 1840, in una famiglia della piccola borghesia cittadina: il padre, Giovanni Battista, oltre a gestire un'osteria, svolge l'attività di mediatore di prodotti agricoli.
Dopo aver iniziato il percorso scolastico in città si trasferì a Venezia per approfondire gli studi in un locale liceo, tuttavia nell'aprile 1859, alla scoppio della Seconda guerra d'indipendenza, decise assieme all'amico Lodovico Paoli, come tanti altri studenti veneti, di lasciare clandestinamente il territorio natio, dipendente dall'Impero austriaco, per oltrepassare il fiume Po ed unirsi alle truppe volontarie del II Corpo dell'Armata Centrale dell'Esercito sabaudo, dove venne dislocato nelle Romagne con il compito di presidiare il territorio durante le operazioni militari
Con la firma dell'armistizio di Villafranca di qualche mese più tardi, intenzionato a proseguire gli studi dopo il congedo, si reca a Milano, per frequentare il Liceo Sant'Alessandro, in seguito intitolato a Cesare Beccaria, superando nel settembre di quello stesso anno l'esame di maturità.
Alla fine di novembre si trasferisce a Pavia, per iscriversi alla facoltà di matematica-ingegneria della locale università e dove incontrò i concittadini Cesare Parenzo e Antonio Veronese, con i quali condivise gli ideali politici del Risorgimento e la passione per la poesia di Giosuè Carducci.
L'anno seguente, venendo a conoscenza della volontà di raggruppare truppe volontarie nel territorio per raggiungere il meridione e, sotto il comando di Giuseppe Garibaldi, liberare la Sicilia dal controllo del Regno delle Due Sicilie borbonico, decise di partecipare alla Spedizione dei Mille, inquadrato nella VII Compagnia comandata da Benedetto Cairoli. Alla conclusione di questo nuovo impegno, che portò alla proclamazione del Regno d'Italia, fece ritorno a Pavia per laurearsi in ingegneria, tuttavia i suoi successivi impegni patriottici ne impedirono l'esercizio della professione.
Nel maggio 1862 raggiunge Francesco Nullo e i suoi volontari che si erano organizzati per penetrare armati, nel territorio del Trentino al fine di promuovere insurrezioni popolari contro il governo austriaco. L'episodio, passato alla storia come i fatti di Sarnico, venne tuttavia, non senza polemiche e sollevazioni popolari, stroncato sul nascere dalle truppe regolari del Regio Esercito.
Il suo impegno politico e le sue convinzioni indipendentiste non vennero comunque meno e nel 1866 si arruolò per partecipare alla Terza guerra d'indipendenza, seguendo Garibaldi un anno più tardi nella fallimentare Campagna dell'Agro romano per la liberazione di Roma. Con la sconfitta dell'Eroe dei Due Mondi, Piva decise di fare ritorno in Veneto e a una meno burrascosa vita nel capoluogo polesano (nel 1878 risultava ricevitore del R. Lotto).
Non abbandonando la vita politica, fu eletto consigliere provinciale, poi assessore comunale, ricoprendo anche l'incarico di sindaco tra il 1872 e il 1877. A seguito della morte di Garibaldi, coordinò l'iniziativa del comitato che promosse l'erezione al monumento in sua memoria sull'allora denominata piazza del Teatro, poi anch'essa dedicata al condottiero suo generale in più di una occasione per periodo risorgimentale.
Morì in città, a 79 anni, il 15 settembre 1919, lasciando scritti delle sue memorie durante la campagna meridionale, raccolti a cura di Maria Teresa Pasqualini Canato e dati alle stampe ottant'anni più tardi nel libro Memorie Garibaldine (1859-1867).